# Vaganačka špilja
Vaganačka špilja je špilja na Velebitu.
Sondažno iskopavanje Vaganačke špilje na primorskoj padini Velebita pokazalo je da se radi o stratificiranom lokalitetu s kontinuitetom naseljavanja od mezolitika do željeznog doba. Mezolitički i neolitički materijal se uklapa u poznatu sliku tih razdoblja na Jadranu. Dobro je zastupljeno brončano doba, gdje je na stratificiranom materijalu moguće pratiti ukrštanje kulturnih utjecaja s područja jadranskog primorja i iz zaleđa, naročito Like.